# Червена Лхота
Червена Лхота (на чешки: Červená Lhota) е средновековен замък, разположен в Южна Чехия, на около 20 километра от град Индржихув Храдец и около 100 km югозападно от Прага.

## История
Замъкът е построен през първата половина на 16 век на мястото на готическа цитадела, а в началото на 20 века е преустроен в псевдоренесансов стил. Червена Лхота е издигнат в средата на езеро върху скалист остров, към който води каменен мост-виадукт. Около замъка има декоративни цветни лехи с лабиринти от храсти. В днешно време замъкът Червена Лхота е национален паметник на културата и е отворен за посетители.
Яркият цвят на замъка не е оригинален – постройката първоначално е била бяла. С произхода на необичайния червен цвят са свързани много легенди. Една от тях разказва историята на красива принцеса, която живяла в замъка и се хвърлила през прозореца. Тялото ѝ не било намерено и само червената следа от кръв сочила ужасния край. Незаличимата следа от кръв била причината за пребоядисването на стените в червено.

Първото писмено споменаване на село Червена Лхота е от 1465 г. В периода 1542 – 1555 г. готическата крепост е преустроена в ренесансов замък. В писмени паметници той се появява под името Нова Лхота. В периода 1658 – 1678 г. са внесени изменения в стил ранен барок, а по интериора работят италиански художници. В периода преди 1835 г., когато собственик на замъка става Хенри Едуард Шенбург-Хартенщейн, замъкът принадлежи на голям брой различни родове. Между 1841 и 1863 г. в замъка се провежда реконструкция в стил романтична неоготика и интериорът е променен. През 1945 г. замъкът е конфискувана по указ на Бенеш и на следващата година замъкът действа като детски център.
През май 1947 г. Червена Лхота е удостоен с вниманието на националната Културна комисия, която през 1949 г. прави замъка достъпен за обществеността.
С тези събития е свързана любопитна легенда, която може и да отговаря на действителността. Първоначално целта на Комисията е да реши дали замъкът е подходящ за пансион на Министерството на земеделието. Но находчив надзирател на име Антонин Въркоч, вдига преградата на бента преди посещението и източва водата от езерото. Така пред очите на гостите се появява замък, заобиколен от кални локви и петна, достигащи до прозорците на първия етаж. Естествено, Министерството се отказва от целите си и предоставя замъка на туристите.
Замъкът разполага с живописен парк и параклис, която е неразделна част от замъка.
В днешно време замъкът Червена Лхота е национален паметник на културата и е защитен от националния институт за културно наследство в град Ческе Будейовице.

## Филмиране
През 1975 г. Червена Лхота е избран от съветския режисьор Борис Рицарев за неговия филм-приказка „Принцесата и граховото зърно“.
Главно място на действието във филма A névtelen vár („Безименният замък“, 1982 г.)